# Command & Conquer: Tiberian Sun – Firestorm
Command & Conquer: Tiberian Sun – Firestorm – pierwszy dodatek do strategicznej gry czasu rzeczywistego Command & Conquer: Tiberian Sun. Został wydany 8 kwietnia 2000 roku.
Kane, przywódca organizacji NOD został pokonany. Jednak w dodatku Firestorm pojawia się jeszcze groźniejszy przeciwnik GDI.

## Fabuła
Firestorm to dodatek do gry Command & Conquer: Tiberian Sun. Gra podejmuje wątek z poprzedniej części gry, po tym gdy Kane, przywódca ugrupowania NOD, został pokonany. Walka o przyszłe losy ludzkości nie została zakończona. Pojawia się jeszcze straszniejszy przeciwnik zagrażający całej ludzkiej rasie, rozpoczynając w ten sposób nowy rozdział sagi Command & Conquer.
Firestorm zawiera nowe możliwości, oferuje nowe bronie i jednostki takie jak Juggernauci, Mobilna Fabryka Wojenna, Mobilny Stealth Generator czy Cyborg Reaper. W grze zawartych jest 18 nowych misji dla pojedynczego gracza oraz ponad 10 map do rozgrywki wieloosobowej.